# Gervasius Jenamy
Gervasius Jenamy (* 11. Jänner 1730 in Wien; † 31. Juli 1806 in Linz) war ein österreichischer Jesuit. Sein älterer Bruder Wilhelm Jenamy (1726–1784) war ebenfalls ein Jesuit.

## Leben
Gervasius Jenamy wurde am 11. Jänner 1730 in Wien geboren und lehrte bei den Jesuitenorden von Leoben, Graz und Passau, ehe er, nach der Aufhebung des Jesuitenordens im Jahre 1773, Rektor des Linzer Jesuitenseminars wurde. In Linz trat er auch als Beichtvater der Ursulinen in Erscheinung. Darüber hinaus übersetzte er das Werk „Virginia, eine schöne romanische Geschichte“ von Pater Marin, da in Linz in zwei Bänden erschien, vom Französischen ins Deutsche. Am 31. Juli 1806 verstarb Jenamy 76-jährig in Linz; sein Bruder war bereits über 22 Jahre zuvor verstorben.